# Megaduque

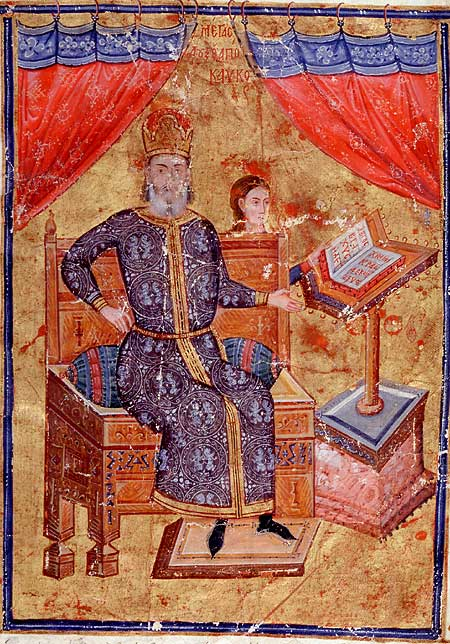
El megaduque del Imperio bizantino Alejo Apocauco (1341-1345).

El megaduque, megadux o  megas doux (en griego: μέγας δούξ) fue el cuarto cargo en importancia después del emperador bizantino dentro de la alta jerarquía político-militar del Imperio bizantino.
Inicialmente fue creado por Alejo I Comneno hacia el siglo XI, el título correspondía al comandante en jefe de la flota de guerra, equivalente al de almirante. Pero durante el gobierno imperial de la dinastía Paleólogo, el megaduque fue nombrado primer ministro del emperador bizantino, pasando por encima de toda la burocracia bizantina. El último megaduque antes de la caída del Imperio Bizantino fue Lucas Notaras (? - 3 o 4 de junio de 1453).